# NGC 3138
NGC 3138 is een spiraalvormig sterrenstelsel in het sterrenbeeld Waterslang. Het hemelobject werd in 1886 ontdekt door de Amerikaanse astronoom Francis Preserved Leavenworth.

## Synoniemen
- MCG -2-26-32
- PGC 29532